# Храм Симеона Верхотурского (Златоуст)
Храм Симеона Верхотурского (Свято-Симеоновский храм, Симеоновская церковь на станции Златоуст) — православный храм в городе Златоусте Челябинская области. Принадлежит Златоустовской епархии Русской православной церкви.

## История
Возведение храма было связано с развитием железнодорожного узла на железнодорожной станции Златоуст Самаро-Златоустовской железной дороги.
В 1901 году для строительства храма был создан строительный комитет. Средствами для выполнения работ выступали добровольные вычеты из заработной платы рабочих и служащих станции и частные пожертвования. Первый камень в основание храма был заложен 16 декабря 1901 года епископом Уфимским и Мензелинским Антонием (Храповицким). 31 марта 1902 года он же совершил великое освящение храма.
Деревянное здание Симеоновской церкви было возведено в привокзальном посёлке на южном склоне Верхневокзальной горы. В 1902—1915 годах проводилась неоднократная реконструкция здания. Храм был расширен, выстроен восьмигранный купол, построена колокольня. Иконостас храма — резной двухъярусный оценивался в 1 500 рублей.
В ведении прихода находились:
- Часовня в честь Успения Божией Матери на Железнодорожном кладбище (1913)
- Храм св. благоверного великого князя Александра Невского при Златоустовской тюрьме (1914).
- Двухклассное железнодорожное училище
- Полдневищенская школа.

Перед началом Русско-японской войны на квартире первого настоятеля храма священника Лавра Иродионовича Фенелонова проводились музыкальные вечера для интеллигенции и офицеров 214-го Мокшанского полка. Посетителем вечеров был капельмейстер полка Илья Алексеевич Шатров.
Захоронения на территории храма:
- Командир 214 — го Мокшанского полка полковник Павел Петрович Побыванец, убитый 27 февраля 1905 г. в бою у станции Синтайцзы.[1]
- Первый настоятель храма — священник Лавр Иродионович Фенелонов, скончавшийся 27 апреля 1914 г.

Чтимые святыни этого периода:
- Икона святителя Николая Чудотворца при железнодорожных мастерских.

Обычаи этого периода:
- Крестный ход в день Богоявления на р. Каменку.
- Крестный ход в день Пятидесятницы к часовне по Троицкой улице.
- Крестный ход в день памяти св. пророка Ильи к Ильинской часовни.
- Крестный ход в день Преображения Господня к колодцу на Преображенской улице.
- Крестный ход в день Успения Божией Матери к Успенской часовне, расположенной на Железнодорожном кладбище.
- Участие в общегородском Крестном ходе вокруг города, установленного 21 июля 1892 г. по случаю избавления города от эпидемии холеры.
- Салют из небольшой пушки в дни крупных церковных праздников.

1 марта 1920 года — подписан договор между жителями станционного посёлка и Советом рабочих и крестьянских депутатов на пользование зданием Симеоновской церкви.
Летом 1920 года — арест Златоустовской уездной чрезвычайной комиссией по борьбе с контрреволюцией, спекуляцией и саботажем священника Иустина Илларионова за контрреволюционную деятельность. Осуждён на 5 лет.
27 апреля 1922 года — проведено изъятие церковных ценностей, согласно декрету ВЦИК от 23 февраля 1922 года.
Изъято предметов религиозного назначения весом 16 фунтов 87 золотников, на общую сумму 13 рублей. Среди прочих предметов — венец с иконы свт. Николая Чудотворца, украшенный 48 драгоценными камнями и серебряная риза с иконы Спасителя.
1928—1930 годы — проведение Златоустовским Городского советом кампании по закрытию храма. Одной из площадок формирования общественного мнения выступала газета «Пролетарская мысль».
28 мая 1929 года — на заседании президиума Златоустовского Городского совета принято решение о закрытии храма.
6 января 1930 года — дата официального закрытия и прекращения функционирования храма и общины. Причина — невозможность выплачивать большие суммы налогов.
Обычаи этого периода:
- Совершение традиционных Крестных ходов по разрешению власти.
- Проведение духовенством бесед с прихожанами в вечерние часы воскресного дня. Разъяснялись основы вероучения, значимость Таинств и обрядов. Беседы сопровождались всенародным пением богослужебным песнопений. Количество присутствующих — от 50 до 200 человек.

Количество прихожан:
- Учредители общины — 59 человек.
- Списочный состав прихожан (по отчёту в Адмотдела за сентябрь 1925 г.) — 934 чел.
- Социальный статус: крестьяне, пенсионеры, домохозяйки, работники железнодорожных профессий.

1930—1947 годы — здание храма было частично перестроено — снесены купола, сделана внутренняя перепланировка. В нём располагались крытый рынок и воинская столовая.
5 февраля 1944 года — составлено письмо и коллективное заявление жителей привокзального посёлка Советского района города на имя Михаила Ивановича Калинина и в Совет по делам Русской православной церкви при СНК СССР с просьбой об открытии бывшей Симеоновской церкви. Коллективное заявление подписало 33 человека и «ещё желающих очень много». Условия восстановления храма — собственные силы и средства. Мотивация — « открытие церкви в настоящее время диктуется жизненными условиями и определённым желанием населения иметь свой церковный приход..».
В ответ на неоднократные просьбы жителей Советского района решением Совета по делам Русской Православной церкви при Совете Министром СССР № 2786 рс от 22 марта 1947 г. передача здания и открытие храма были разрешены. Однако городские власти передавать здание не спешили. После непосредственного вмешательства уполномоченного по делам Русской Православной церкви по Челябинской области В. С. Кладова 17 мая был подписан договор с администрацией города, а 22 мая здание было передано верующим. За два месяца под руководством первого настоятеля открытой Симеоновской церкви священника Флорентия Николаевича Попова храм был приведён в надлежащий порядок и был подготовлен к проведению богослужений. В храме был организован хор. Первое время руководил им псаломщик Симбирцев Евгений Павлович. Некоторые предметы церковной утвари были переданы по рекомендации горисполкома городским краеведческим музеем.
6 июля 1947 года, в день празднования Владимирской иконы Божией Матери Симеоновский храм был освящён епископом Челябинским и Златоустовским Ювеналием (Килиным).
16 января 1960 года решением исполнительного комитета Златоустовского городского совета депутатов и трудящихся (№ 41) земельный участок площадью 8 400 м², на котором был расположен храм был отведён отделу культуры горисполкома для строительства широкоэкранного кинотеатра на 600 мест. Малоценное здание церкви предлагалось снести.
апрель 1960 года — деревянное здание храма после совершения богослужения было снесено.
24 июня 1999 года — состоялась встреча инициативной группы жителей и работников железнодорожного узла ст. Златоуст с начальником Златоустовского отделения Южно- Уральской железной дороги Поповым В. В. по вопросу передачи недостроенного здания аптекоуправления по ул. им. Е. И. Пугачёва под православный храм.
28 июня 1999 года — архиепископ Челябинский и Златоустовский Иов (Тывонюк) удовлетворил прошение инициативной группы жителей района железнодорожного вокзала об организации прихода и переоборудовании недостроенного здания железнодорожного аптекоуправления под православный храм следующей резолюцией: «Бог благословит благое начинание. Храм мог бы быть сооружен в честь и память Св. Праведн. Симеона Верхотурского Чудотворца». Для управления приходом, организации хозяйственной и богослужебной деятельности был назначен настоятель — клирик храма Покрова Пресвятой Богородицы г. Златоуста иерей Виктор Фролов.
27 июля 1999 года — приход, как юридическое лицо, был зарегистрирован в органах государственной власти.
С начала августа 1999 года — в недостроенном здании начались регулярные молебны со чтением акафиста св. праведному Симеону Верхотурскому Чудотворцу 1 раз в неделю.
14 октября 1999 года — архиепископ Челябинский и Златоустовский Иов (Тывонюк) в сослужении духовенства города совершил чин закладки камня в основание храма.
11 июня 2000 года — освящение и установка купола и креста.
24 июня 2000 года — состоялось малое освящение помещения храма. Чин освящения и Божественную литургию совершили благочинный Златоустовского округа протоиерей Александр Кривоногов и настоятель храма иерей Виктор Фролов.
11 ноября 2001 года — храм посетил и возглавил богослужение управляющей Челябинской и Златоустовской епархией митрополит Иов (Тывонюк).
15 мая 2002 года — инициативная группа представителей администрации города Златоуста, городского фонда реконструкции и развития представила правящему архиерею Челябинской и Златоустовской епархии эскизный проект и план по возведению здания нового храма на историческом месте, около кинотеатра «Комсомолец».
26 мая 2002 года — единодушным решением собрания духовенства города, прихожан храма и жителей района железнодорожного вокзала была поддержана инициатива городской администрации по возведению храма на историческом месте, как восстановление исторической справедливости.
24 июня 2002 года — митрополит Челябинский и Златоустовский Иов (Тывонюк) возглавил богослужение по закладке камня в основание нового храма.
Осень 2002 года — при главе г. Златоуста Мигашкине П. С. образован попечительский совет по строительству храма (председатель Феофанов Б. В.)
11 сентября 2004 года — В день 250-летия со дня основания города освящена глава и крест. Богослужение совершил митрополит Челябинский и Златоустовский Иов (Тывонюк).
9 февраля 2007 года — храм освящен малым чином. Богослужение совершил епископ Магнитогорский Феофилакт (Курьянов), викарий Челябинской епархии. В храме начались регулярные богослужения.
15 сентября 2007 года — храм освящен великим чином. Богослужение совершил митрополит Челябинский и Златоустовский Иов (Тывонюк) в сослужении духовенства города.
11 сентября 2014 года — на территории храма по благословению митрополита Челябинского и Златоустовского Никодима заложен камень в основание памятного храма — часовни в честь иконы «Торжество Пресвятой Богородицы» (Порт-Артурская), в память воинов-златоустовцев, участников Русско-японской и Первой мировой войн.
18 декабря 2016 года — по благословению митрополита Челябинского и Златоустовского Никодима тщанием Попечительского совета на строящийся памятный храм-часовню в честь иконы «Торжество Пресвятой Богородицы» (Порт-Артурская) были установлены главка и крест.

## Реликвии
- Икона Божией Матери «Скоропослушница»
- Икона Троица Ветхозаветная с частицей Мамврийского дуба
- Икона св. великомученицы Варвары
- Икона св. преподобного Серафима Саровского
- Икона свт. Луки, архиепископа Симферопольского
- Иконы с частицами мощей:
Св. праведного Симеона Верхотурского Чудотворца
Св. священномученика Константина Богоявленского
Свв. Дивеевских подвижниц

## Священнослужители
- священник Лавр Иродионович Фенелонов (1901—1914)
- священник Иустин Архипович Илларионов(1906—1919, 1923—1925)
- диакон Михаил Сергеевич Минервин (1902—1916)
- диакон Пахомий Егорович Перетурин (1915—1917)
- священник Михаил Севастьянов (1918—1919)
- диакон Феодор Галкин (1919)
- священник Кронид Перлов (1920)
- протоиерей Никанор Михайлович Юновидов (1920—1921)
- протоиерей Аркадий Васильевич Петров (1920—1921) — http://uralgenealogy.ru/content/view/494/287/.
- диакон Александр Филиппович Белюций (1920—1928)
- священник Симеон Петрович Векшин (1922)
- священник Иаков Лазаревич Патрушев (1926—1928)
- диакон Илия Назарович Чепуров (1928)
- священник Флорентий Николаевич Попов (1947—1948)
- священник Игнатий Бриль (1948)
- протоиерей Михаил Николаевич Рождественский (1948—1951)
- священник Николай Плечев — (1950—1952)
- протоиерей Иоанн Степанович Шапигузов (1950—1954)
- протоиерей Евгений Островидов — (1952—1955)
- протоиерей Александр Андриевский — (1955—1956)
- диакон Иоанн Якушев — (1955—1956)
- протоиерей Сергий Сакович — (1957—1960)
- священник Владимир Зуев — (1957—1960)
- диакон Лазарь Васильевич Новокрещенных (1957—1960)
- протоиерей Виктор Борисович Фролов (1999—2017)
- священник Сергий Александрович Сергеев (2001—2017)
- архимандрит Иннокентий (Третьяков) (2017-по настоящее время)
- иеромонах Петр (Глушак) (2017-по настоящее время)
- иеромонах Иоанн (Шитоев) (2017-по настоящее время)
- иеродиакон Роман (Глушак) (2017-по настоящее время)

## Псаломщики и регенты хора
- Николай Владимир Юловский — псаломщик (1904—1914)
- Александр Андреев — псаломщик (1917)
- Евгений Павлович Симбирцев — псаломщик и регент (1947—1960)
- Валентина Ивановна Семёнова — регент левого хора (1955—1956)
- Наталия Анатольевна Шевелева — регент (2000—2005)
- Елена Николаевна Фролова — регент (2007—2014)
- Евгения Викторовна Сергеева — и. о. регента (2014—2017)
- монахиня Инна (Плотникова) регент-псаломщик (2017-по настоящее время)

## Церковные старосты
- Сергий Ильич Зуев — врач ст. Златоуст (1905—1908)
- Иосиф Викторович Астапович — машинист паровоза ст. Златоуст (1908—1910)
- Иоанн Иоаннович Кирасов (1910—1914)
- Феодор Трофимович Ванурин (1914—1926)
- Алексей Сергеевич Козлов — (1922—1926)
- Максим Евграфович Гаврилов — (1947—1952)
- Флорентий Степанович Смирнов — (1952—1953)
- Фома Егорович Чернецов — (1953—1954)
- Иоанн Иоаннович Гостев — (1955—1958)
- Сергей Александрович Сергеев (староста строительства 1999—2000, 2001—2002)
- Михаил Тимофеевич Давыдов — (староста строительства 2000—2001)

## Общественная деятельность
- Участие в городском проекте по духовно — нравственному воспитанию населения Златоустовского городского округа (2010—2013)
- Участие в краеведческом движении округа. Постоянный участник «Косиковских чтений».
- Участие в образовательном проекте МКУ УО ЗГО «Я — златоустовец». (2012—2014)
- Участие в телепроекте Злат-Тв «Это всё Златоуст».
- Сотрудничество с НУЗ «Отделенческая больница на ст. Златоуст» ОАО «РЖД».
- Сотрудничество с СИЗО — 4 г. Златоуста.

## Достопримечательности
- Музей истории Симеоновской церкви и района железнодорожного вокзала.
- Памятная часовня в честь Порт-Артурской иконы Божией Матери (камень в основание заложен 11 сентября 2014 г.).
- Место захоронения останков командира 214-го запасного Мокшанского полка полковника Павла Петровича Побыванца (Побыванцева)[2][3].

## Издательская деятельность
- Малотиражный информационный листок «Симеоновский Дневник» с марта 2009 г. — февраль 2015 г.
- Документальный фильм «Дом Божий» 2009 г.
- Сергеев С., свящ.. Дом Божий: История храма во имя св. прав. Симеона Верхотурского Чудотворца г. Златоуста Челябинской и Златоустовской епархии (1901—1960). Златоуст. Свято-Симеоновский храм. 2006 . 187,[5] с., ил..
- «Великий святой великой Руси». Брошюра о жизни и времени прп. Сергия Радонежского. Посвящена 700 -летию со дня рождения святого. 2013 г.